# Colu
Colu es un planeta ficticio de DC Comics, cuyos habitantes principales se llaman los Coluanos. El planeta también ha sido conocido como Bryak, Yod, y en la continuidad actual, Yod-Colu.

## Información planetaria
Colu del siglo XX es un mundo de borde que se encuentra en el acercamiento a las Nubes de Magallanes. Es el único planeta habitable de su sistema estelar y es el cuarto planeta desde su sol. La superficie está dividida en un 50% de tierra y agua, y aunque tiene casquetes polares y algunos desiertos, y tiene dos lunas, es en su mayoría templada. La mayoría de su población vive en grandes ciudades y menos del 1% de su población reside en otros lugares fuera de esas ciudades.
En la continuidad de Pre-Zero Hour, la capital de Colu se dio como Metaire y fue la ciudad más avanzada de la galaxia, en la que se construyó el santuario de la iluminación. En el Tercer reinicio de Mark Waid, Colu utiliza su tecnología encogimiento (por primera vez por el Brainiac original) para hacer un uso máximo de su superficie. A veces se le conoce como el "Planeta Botella de Colu".

## Habitantes
La raza Coluan es esencialmente una raza humanoide de piel verde. El miembro promedio de la raza Coluan se caracteriza por tener una inteligencia de "octavo nivel" (mucho más alta que la de los humanos), con la notable excepción de la familia Dox, que tiene una inteligencia de "duodécimo nivel" debido a una mutación genética. También tienen una esperanza de vida excepcionalmente larga que dura siglos (aproximadamente 500 años), lo que Brainiac 5 confirmó que era producto de la manipulación genética. En el escenario del siglo 30 de la Legión de Superhéroes, Colu es famoso por los increíbles intelectos de sus habitantes. Los más brillantes, pero más erráticos, todavía se consideran la familia Dox, que incluye al propio Brainiac 5 de la Legión (también conocido como Querl Dox). Antes de que los Computer Tyrants se hicieran cargo, el planeta estaba gobernado por su mayor intelecto.
Después del reinicio de Zero Hour, se reveló que la mayoría de los habitantes de Colua prefieren la investigación puramente teórica y encontraron inquietante el interés de Brainiac 5 en la experimentación. Más tarde se reveló que, tras su experiencia con los tiranos informáticos, los coluanos tenían un prejuicio contra la vida artificial. También llegaron a la conclusión de que la inteligencia del duodécimo nivel es mental y socialmente inestable y que su propio octavo nivel es el nivel de inteligencia perfecto necesario para funcionar sin estos problemas. Sin embargo, el mismo Coluan que mencionó la información demostró más tarde que la verdad era exactamente opuesta a esta afirmación en el resultado de la guerra contra Robótica y C.O.M.P.U.T.O..
La lista de residentes o personajes que se originan en este mundo incluye:
- Brainiac 417 (siglo 853)
- Brainiac 13 (siglo 64)
- Brainiac 8 (Indigo)
- Brainiac 6 (siglo 32)
- Brainiac 5 (Querl Dox, siglo 31)
- Brainiac 4 (Kajz Dox, siglo 30)
- Brainiac 3 (Lyrl Dox, siglo XXI)
- Brainiac 2 (Vril Dox II, siglo XX)
- Brainiac (Vril Dox, siglo XX)
- Pulsar Stargrave

## Historia

### Pre-Crisis
En el Universo DC pre-Crisis de Tierra-Uno, los Tiranos enviaron al androide Brainiac al espacio para encontrar objetivos adecuados. Para perpetrar la ilusión de que Brainiac era Coluan, se envió al joven Vril Dox y se le ordenó que se hiciera pasar por el "hijo" de Brainiac. Dox se rebeló contra los Tiranos y liberó a Colu. Era el antepasado de Brainiac 5 de la Legión de Super-Héroes.

### Post Crisis
En el Universo DC Post-Crisis, Colu todavía estaba gobernado por los tiranos informáticos. Para mantener el control de Colu, los Tiranos recurrirían a medidas como el borrado de la memoria y el lavado de cerebro de los niños coluanos para que la población no conociera otro estilo de vida que el que ofrecían los Tiranos.
Sin embargo, en esta línea de tiempo no crearon un androide Brainiac. En cambio, crearon a Brainiac por accidente, cuando sentenciaron a muerte al científico rebelde Vril Dox, y su conciencia de alguna manera encontró su camino hacia la Tierra. Su asistente de laboratorio clonado, Vril Dox II, eventualmente derrocó a los Computer Tyrants, con la ayuda de varios alienígenas heroicos que se convirtieron en L.E.G.I.O.N.. Los Computer Tyrants se descargaron a sí mismos en un cuerpo de robot, (aparentemente se convertirían en Pulsar Stargrave) pero no pudieron recuperar Colu de Vril II.
Posteriormente, Brainiac regresó a Colu e intentó conquistarlo utilizando Brainiac 5 y el "sleepnet" (que se iba a inventar en Colu en 750 años). Vril Dox II regresó a Colu para evitar que su padre lo conquistara y después de una lucha, él y Brainiac 5 lograron derrotar a Brainiac. Posteriormente, el alto consejo de Colu decidió que a la familia Dox se le prohibió regresar a Colu (que en algún momento sería anulado). También declararon que solo investigarían la teoría científica en lugar de la experimentación. Brainiac 5 reveló después que Colu era exactamente el mismo en el siglo XXI que en el siglo 31; Colu no vería desarrollos significativos durante los próximos 1000 años.

### Legionarios 1,000,000
En Legionaires # 1,000,000 one-shot, que mostró un posible futuro para Colu, se decía que Colu se había unido a Bgztl (el mundo natal de Phantom Girl). Con el tiempo, los habitantes de los dos mundos fusionaron lentamente sus poderes para formar una raza de personas que, no solo tenían una gran inteligencia, sino que se convirtieron en intelectos espirituales, sin la distracción de la carne. Los dos mundos conjuntos eran los mundos natales de Brainiac 417.

### Renacimiento
El planeta Colu fue finalmente el objetivo de uno de los cuatro Titanes Omega que salieron del Muro de la Fuente destruido y, lamentablemente, fue destruido, sin embargo, su población pudo escapar antes de que el planeta fuera consumido por el Titán Omega.

## En otros medios

### Televisión
- Colu ha sido mencionado en la serie animada Legion of Super-Heroes, y luego se muestra en el final de la serie "Dark Victory". En la serie, los coluanos no son orgánicos, sino una raza de seres cibernéticos muy avanzados que funcionan como un colectivo de "mente colmena", del cual Brainiac 5 se ha separado para convertirse en un individuo.
- Los Coluanos también aparecieron en los cómics derivados de la serie animada Legion of Super-Heroes in the 31st Century.[11]
- Los Coluanos se mencionan en el episodio de Supergirl, "Soledad", que presenta a Indigo. Se afirma que los miembros de la raza sirvieron como superordenadores en Krypton. Un Coluan, Brainiac 5, es un personaje recurrente en la tercera temporada como miembro de la Legión de Super-Héroes.

### Videojuego
En el videojuego Injustice 2, el Coluan Brainiac aparece como el principal antagonista del juego. El mismo Brainiac menciona que proviene del planeta Colu cuando se presenta a Canario Negro y Green Arrow después de capturarlos en la historia principal. En el final del personaje de Brainiac, Brainiac 5, un descendiente de Brainiac que carece de las tendencias homicidas de este último, viaja en el tiempo para ayudar a Batman y Superman a derrotar a su antepasado, ya que los Coulans son temidos en el siglo 31 debido a las acciones de sus antepasados, aunque Brainiac es juzgado por la Legión por su uso no autorizado de una burbuja de tiempo, pero el propio Brainiac 5 sigue convencido de que entenderán su razonamiento.